# Isabel Sarli
Isabel Sarli (Concordia, 9 de julho de 1935 - Buenos Aires, 25 de junho de 2019) foi uma modelo e atriz argentina que já atuou em cerca de 30 filmes eróticos que a alçaram fama na América Latina e nos Estados Unidos na década de 1960 e 1970.

## Filmografia
- Mis días con Gloria (2009)
- Arroz con leche
- Tetanic (1998)
- La dama regresa (dir. Jorge Polaco, 1996)
- Una viuda descocada (1980)
- Insaciable (1979)
- Último amor en (1979)
- Una mariposa en la noche (1977)
- La diosa virgen (África do Sul/ Argentina, 1975)
- el sexo y el amor (1974)
- Intimidades de una cualquiera (1974)
- Furia infernal (1973)
- Fiebre (1972)
- Éxtasis tropical (1969)
- Embrujada (1969)
- Desnuda en la arena (1969) Alicia
- Fuego (1968) Laura
- Carne (1968) Delicia
- La mujer de mi padre (1968)
- La señora del Intendente (1967) Flor Tetis
- La tentación desnuda (1966) Sandra Quesada
- Días calientes (1966)
- La mujer del zapatero (1965)
- La diosa impura (1964) Laura
- La leona (1964)
- Lujuria tropical (1964)
- La burrerita de Ypacaraí (1962)
- Favela (1961)
- Setenta veces siete (1961)
- ...Y el demonio creó a los hombres (1960)
- India (1960) Ansisé
- Sabaleros (1959)
- El trueno entre las hojas (1958)

## Morte
Sarli morreu aos 83 anos de idade devido à uma parada cardíaca, em 25 de junho de 2019.